# Antonio Rosario Mennonna
Antonio Rosario Mennonna (ur. 27 maja 1906 w Muro Lucano, zm. 6 listopada 2009 tamże) – włoski duchowny katolicki, biskup.
Święcenia kapłańskie przyjął 12 sierpnia 1928. Pracował jako duszpasterz w diecezji Muro Lucano, 5 stycznia 1955 został mianowany przez Piusa XII biskupem tej diecezji. Sakrę biskupią otrzymał 13 marca 1955. W lutym 1962 został przeniesiony na biskupstwo Nardo, zastępując Corrado Ursiego (przyszłego kardynała, przeniesionego wówczas na stolicę arcybiskupią Acerenza).
Był biskupem Nardo przez 21 lat. W grudniu 1975 udzielał sakry biskupiej (jako współkonsekrator) swojemu przyszłemu następcy w Nardo, Aldo Garzia. We wrześniu 1983 po osiągnięciu wieku emerytalnego Mennonna został przeniesiony w stan spoczynku.
Zmarł w wieku 103 lat jako drugi pod względem wieku hierarcha na świecie po biskupie Antoine Nguyễn Văn Thiện z Wietnamu. Był też biskupem z najdłuższym stażem w kapłaństwie spośród wszystkich żyjących biskupów.